# Cyathopsis violaceospicata
Cyathopsis violaceospicata är en ljungväxtart som först beskrevs av André Guillaumin, och fick sitt nu gällande namn av Christopher John Quinn. Cyathopsis violaceospicata ingår i släktet Cyathopsis, och familjen ljungväxter. Inga underarter finns listade i Catalogue of Life.